# Toyono
Toyono (jap. 豊能町 Toyono-chō) – miasto w Japonii, na wyspie Honsiu, w prefekturze Osaka. Według danych na rok 2020 miejscowość zamieszkiwało 18 279 mieszkańców , a gęstość zaludnienia wyniosła 532,3 os./km².